# سیاه‌مست
سیاه‌مست (انگلیسی: Pie-Eyed) یک فیلم صامت کمدی آمریکایی است که در سال ۱۹۲۵ منتشر شد. این فیلم در اوج ممنوعیت الکل در ایالات متحده آمریکا ساخته شد. از بازیگران این فیلم می‌توان به استن لورل، گلن کاوندر، باد فاین و تلما هیل اشاره کرد.